# Ihtiologie
Ihtiologia (din greacă ichtys, "pește" și logos, "știință") este o ramură a zoologiei care are ca obiect studiul teoretic și practic al peștilor. Sub aspect teoretic, ihtiologia studiază sistematica, morfologia, anatomia, fiziologia și ecologia peștilor, iar rezultatele acestor cercetări constituie baza studiului peștilor sub aspect practic și economic, a evaluării resurselor piscicole și posibilităților optime de pescuit. Ihtiologia este și baza teoretică a pisciculturii.

## Istoria ihtiologiei

### Epoca antică
Aristotel a fost primul ce a început să observe vietățile marine. Aristotel primul a deosebit corect peștii de mamiferele marine și a descris pe larg organizarea lor structurală. Metodele sale de cercetare au fost folosite de generațiile următoare timp de 1500 ani. El a adunat informații vagi despre peste 1800 de specii de pești din Marea Egee.

### Epoca medievală
Primul care a început să facă observații corecte în domeniul ihtiologiei a fost Pierre Belon. Însă observațiile sale au fost limitate numai la peștii din Marea Mediterană. 

### Epoca modernă
În 1628, John Ray și Francis Willoughby au încercat primii să facă o clasificare a peștilor, bazându-se pe structura lor, însă nu a mers. Părintele ihtiologiei este considerat Peter Artedi, lucrările lui în ihtiologie, care au fost publicate după moartea lui, fiind considerate printre cele mai importante. După moartea lui, Georges Cuvier a publicat o lucrare foarte importantă despre ihtiologie, Histoire Naturelle de Poissons.

## Ihtiologi celebri
Vasile Oțel 
Jörg Freyhof
Petru Mihai Banarescu 
Grigore Antipa 
Maurice Kottelat